# Hater

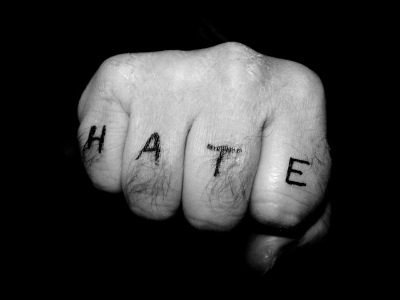
Rappresentazione del concetto di hater

Hater è un'espressione della lingua italiana, mutuata dalla lingua inglese che significa letteralmente "chi odia". Trattasi di un neologismo, utilizzato nel gergo di Internet, indicante un'utenza aggressiva che esprime odio e incita all'odio verso qualcuno o qualcosa.

## Descrizione
Hater indica un utente che, approfittando della riservatezza consentita dall'uso della rete, è solito rivolgere insulti e prese in giro, anche pesanti, a dei soggetti, solitamente famosi, o ad intere fasce di popolazione, per motivi sociali, etnici o culturali. Rappresenta il contrario del "Mi piace" ed è usato anche per indicare quello che in inglese viene definito come Online hate speech, tipico dei leoni da tastiera. In taluni casi, quel tipo di hater può essere oggetto di denuncia per diffamazione, minacce, molestie o stalking.

## Etimologia
In inglese, il termine hater deriva dall'inglese antico hatian, proveniente a sua volta dal norvegese hate, che deriva a sua volta dal proto proto-germanico hatojanan. L'etimologia di quest'ultimo lemma viene fatta risalire al protoindoeuropeo kad.
Il termine è attestato per la prima volta nella lingua italiana nel 2008, ma si sarebbe affermato solamente nel 2016.